# Sandvikens landsfiskalsdistrikt
Sandvikens landsfiskalsdistrikt var 1918–1964 ett landsfiskalsdistrikt i Gävleborgs län, bildat som Högbo landsfiskalsdistrikt när Sveriges indelning i landsfiskalsdistrikt trädde i kraft den 1 januari 1918, enligt beslut den 7 september 1917. När Sveriges nya indelning i landsfiskalsdistrikt trädde i kraft den 1 oktober 1941 (enligt kungörelsen den 28 juni 1941) ändrades distriktets namn till Sandvikens landsfiskalsdistrikt. Den 1 januari 1965 avskaffades i Sverige samtliga landsfiskaler och landsfiskalsdistrikt, och deras arbetsuppgifter delades upp på de nyskapade indelningarna polisdistrikt, åklagardistrikt och kronofogdedistrikt.
Landsfiskalsdistriktet låg under länsstyrelsen i Gävleborgs län.

## Ingående områden
Distriktet hette först Högbo och bestod ursprungligen av kommunerna Högbo och Årsunda. Genom nya indelningen i landsfiskalsdistrikt 1 oktober 1941 överfördes Årsunda landskommun till Hedesunda landsfiskalsdistrikt. Den 1 januari 1943 sammanslogs Högbo landskommun och Sandvikens köping till Sandvikens stad. När Sveriges nya indelning i landsfiskalsdistrikt trädde i kraft den 1 januari 1952 (enligt kungörelsen 1 juni 1951) införlivades åter Årsunda landskommun från det upplösta Hedesunda landsfiskalsdistrikt.

### Från 1918
- Högbo landskommun
- Årsunda landskommun

### Från 1927
- Högbo landskommun
- Sandvikens köping
- Årsunda landskommun

### Från 1 oktober 1941
- Högbo landskommun
- Sandvikens köping

### Från 1943
- Sandvikens stad

### Från 1952
- Sandvikens stad
- Årsunda landskommun